# Болаго
Болаго (итал. Bolago) је насеље у Италији у округу Потенца, региону Базиликата.
Према процени из 2011. у насељу је живело 15 становника. Насеље се налази на надморској висини од 493 м.